# 严明 (1957年)
嚴明（1957年8月—），男，漢族，江蘇南京人，中共江蘇省委黨校畢業，研究生學歷。1974年7月參加工作，1982年12月加入中國共產黨。

## 生平
曾於江寧縣擔任教師及工人，後進入江蘇省公安學校學習，1980年從學校畢業後到江蘇省公安廳工作，此後當上廳長助理兼刑警總隊總隊長。2000年12月，出任江蘇省連雲港市公安局局長。2003年6月，調任江蘇省國家安全廳副廳長。2011年1月，升任江蘇省人民檢察院副檢察長、黨組副書記。2017年9月，任江蘇省政協社會法制（民族宗教）委員會副主任。2018年1月，當選江蘇省政協提案委員會主任。
2020年7月13日，江蘇省紀委監委宣布嚴明涉嫌嚴重違紀違法，正在接受紀律審查和監察調查。